# Младен Младенов (борец)
Вижте пояснителната страница за други личности с името Младен Младенов.
Младен Венелинов Младенов е български състезател по борба класически стил.

## Биография
Роден е на 10 март 1957 година в град София. През 1976 печели сребърен медал на европейското първенство за юноши, а на следващата година печели златен медал на световното първенство по борба за юноши. На летните олимпийски игри в Москва през 1980 година печели бронзов медал в борба класически стил до 52 kg. Същата година печели бронзов медал на европейско първенство. Към 2020 г. е учител по физическо възпитание и спорт в Националната търговско-банкова гимназия в София.